# Sur ordre de Dieu
Sur ordre de Dieu (Under the Banner of Heaven) est une mini-série dramatique américaine en sept parties d'environ 60 minutes créée, co-écrite et co-produite par Dustin Lance Black, sortie le 28 avril 2022 sur FX sur Hulu,. Il s'agit d'une adaptation du livre du même nom de Jon Krakauer.

## Synopsis
Juillet 1984. Les habitants d’une petite ville mormone de l’Utah découvrent avec horreur que Brenda Wright Lafferty et son bébé âgé de 15 mois - deux membres d’une influente famille de la communauté de l’Église de Jésus-Christ des Saints des Derniers Jours à laquelle quasi tous les concitoyens appartiennent - ont été sauvagement assassinés à leur domicile.
Pour tenter de trouver le ou les responsables, l’inspecteur Jeb Pyre - un mormon pratiquant – et ses enquêteurs vont devoir pousser leurs investigations jusque dans les collines avoisinantes et démêler l’écheveau d’une bureaucratie mormone bien décidée à leur mettre des bâtons dans les roues. Bientôt, Jeb voit sa foi ébranlée en découvrant de sombres secrets sur l’origine de la théologie qu’il a embrassée et les conséquences funestes que peut entraîner le fondamentalisme religieux.

## Fiche technique
Sauf indication contraire, les informations mentionnées dans cette section peuvent être confirmées par la base de données cinématographiques IMDb,  présente dans la section « Liens externes ».
- Titre original : Under the Banner of Heaven
- Titre français : Sur Ordre de Dieu
- Création : Dustin Lance Black
- Réalisation : Dustin Lance Black, Courtney Hunt, David Mackenzie, Isabel Sandoval et Thomas Schlamme
- Musique : Jeff Ament
- Production : Dustin Lance Black, Ron Howard, Brian Grazer, Anna Culp, Jason Bateman, Michael Costigan, David Mackenzie, Gillian Berrie
- Sociétés de production : Hungry Jackal Productions, Imagine television, Aggregate Films
- Pays d'origine :  États-Unis
- Langue originale : anglais
- Format : 2,00:1
- Genre : drame, policier
- Nombre de saisons : 1
- Nombre d'épisodes : 7
- Durée : 68 minutes
- Dates de première diffusion :  États-Unis : 28 avril 2022 sur Hulu ;  France : 27 juillet 2022 sur Disney+

## Distribution
- Andrew Garfield (VF : Donald Reignoux) : l'inspecteur Jeb Pyre
- Daisy Edgar-Jones (VF : Kelly Marot) : Brenda Lafferty
- Sam Worthington (VF : Adrien Antoine) : Ron Lafferty
- Denise Gough (VF : Marie Diot) : Dianna Lafferty
- Wyatt Russell (VF : Gilduin Tissier) : Dan Lafferty
- Billy Howle (VF : Clément Moreau) : Allen Lafferty
- Gil Birmingham (VF : Stefan Godin) : Bill Taba
- Adelaide Clemens (VF : Ingrid Donnadieu) : Rebecca Pyre
- Rory Culkin (VF : Benjamin Wangermée) : Samuel Lafferty
- Seth Numrich (VF : Valentin Merlet) : Robin Lafferty
- Chloe Pirrie (VF : Marie Giraudon) : Matilda Lafferty
- Sandra Seacat (en) (VF : Marie-Madeleine Burguet-Le Doze) : Josie Pyre
- Christopher Heyerdahl (VF : Vincent Violette) : Ammon Lafferty
- Megan Leitch : Doreen Lafferty
- Taylor St. Pierre : Jacob Lafferty
- Rohan Mead : Morris
- Britt Irvin : Sarah Lafferty
- Andrew Burnap (en) : Joseph Smith
- Scott Michael Campbell (en) : Brigham Young
- Tyner Rushing (VF : Flora Brunier) : Emma Smith
- Michele Wienecke : Lynn Lafferty
- Sienna King : Annie Pyre
- Alba Evora Weiler : Caroline Pyre

 Source et légende : version française (VF) sur RS Doublage

## Épisodes
1. Quand dieu n'était qu'amour (When God Was Love)
2. La Juste place (Rightful Place)
3. La Reddition (Surrender)
4. L'Église et l'État (Church and State)
5. Un homme fort et puissant (One Mighty and Strong)
6. Révélations (Revelation)
7. Expier par le sang (Blood Atonement)

## Accueil

### Réception critique
Sauf indication contraire, les informations mentionnées dans cette section peuvent être confirmées par les bases de données cinématographiques IMDb et Allociné,  présentes dans la section « Liens externes ».
- La série est notée 3,4 sur 5 par les téléspectateurs sur le site d'Allociné
- La série est notée 7,5 sur 10 sur le site d'IMDb.

## Distinctions

### Nominations
- Golden Globes 2023 : 
  - Meilleur acteur dans une mini-série ou un téléfilm pour Andrew Garfield
  - Meilleure actrice dans un second rôle dans une mini-série, une anthologie ou un téléfilm pour Daisy Edgar-Jones